# Cherry Grove (Ohio)
Cherry Grove – jednostka osadnicza w Stanach Zjednoczonych, w stanie Ohio, w hrabstwie Hamilton.